# Bellatrix
Bellatrix (lateinisch für Kriegerin) oder γ Orionis ist der dritthellste Stern im Sternbild Orion. Sie ist neben Beteigeuze der andere (rechte) Schulterstern des Orion.

## Eigenschaften

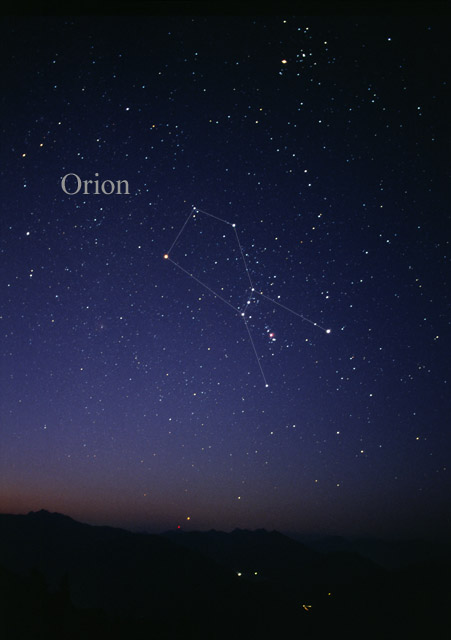
Bellatrix ist ein heller Stern im Sternbild Orion (rechts oben)

Die etwa 250 Lichtjahre entfernte Bellatrix hat eine scheinbare Helligkeit von 1,64 mag, womit sie zu den 50 hellsten Sternen am Nachthimmel gehört. Als bläulicher Riesenstern der Spektralklasse B2 besitzt sie etwa die achtfache Masse der Sonne und etwa die 4000-fache bolometrische Leuchtkraft.
In höchstens einigen Millionen Jahren wird sie sich zu einem Roten Riesen aufblähen, aber aufgrund ihrer etwas zu geringen Masse nicht explodieren, sondern als massereicher Weißer Zwerg enden.
Bellatrix gehört nicht – wie lange Zeit angenommen – zur Orion-Assoziation, sondern ist wesentlich weniger weit von der Sonne entfernt.
1972 wurde festgestellt, dass sie geringfügige Helligkeitsschwankungen im Bereich von ein paar Hundertstel einer Größenklasse aufweist.

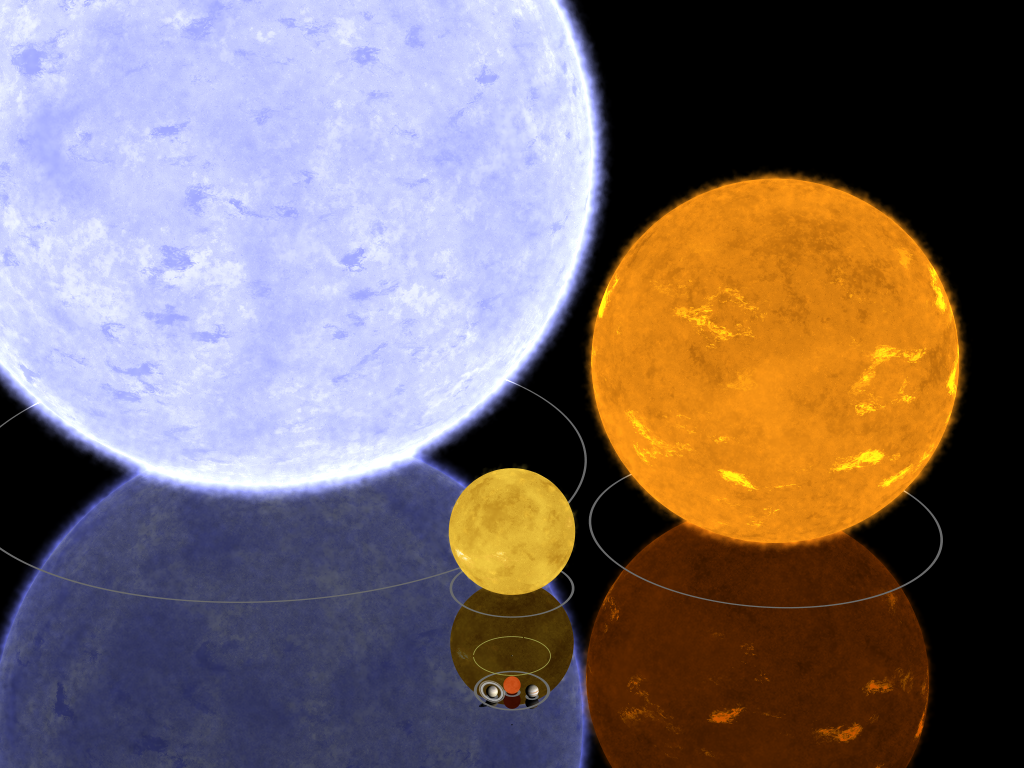
Größenvergleich zwischen Bellatrix (links), Algol B (rechts) und der Sonne.

## Trivia
Der Stern ist Namensgeber für die SS Bellatrix (T-AKR-288), ein schnelles Frachtschiff der Algol-Klasse in der United States Navy.